# Handa
Handa è una città giapponese della prefettura di Aichi.
La località ha dato i natali alla cantante jazz Keiko Lee.